# Czerwonki (województwo podlaskie)
Czerwonki – wieś w Polsce położona w województwie podlaskim, w powiecie grajewskim, w gminie Radziłów.
Prywatna wieś szlachecka  położona była w drugiej połowie XVI wieku w powiecie radziłowskim ziemi wiskiej województwa mazowieckiego.
W latach 1954–1968 wieś należała i była siedzibą władz gromady Czerwonki, po jej zniesieniu w gromadzie Radziłów. Według podziału administracyjnego Polski obowiązującego w latach 1975–1998 miejscowość należała do województwa łomżyńskiego.
Wierni kościoła rzymskokatolickiego należą do parafii św. Anny w Radziłowie.